# Carl-Heinz Boese
Carl-Heinz Boese (* 23. November 1892 in Berlin als Karl Albert Otto Boese; † 20. November 1941 in Konitz) war ein deutscher Filmregisseur und Rundfunkmacher (zuletzt Intendant).

## Leben
Boese, ein Sohn des Bildhauers Johann Boese, hatte das Realgymnasium besucht und anschließend eine Bühnenausbildung genossen. In der ersten Hälfte der 1920er Jahre drehte er eine Reihe von (minder wichtigen) Kinofilmen. Im September 1922 gründeten Boese und der Kaufmann Fritz Mischke die Globus Film GmbH (1922–1936), schieden jedoch 1925 als Geschäftsführer aus. Im November 1923 reiste er mit den Kameraleuten Eugen Hrich und Paul Lieberenz nach Monrovia. Es dauerte fast anderthalb Jahre, bis der von Peter Heuser in Auftrag gegebene Film Der Schrecken der Westküste in die Kinos kam. Gleich im Anschluss kurbelten Hrich und Lieberenz in Liberia für den Afrikaforscher Hans Schomburgk den Dokumentarfilm Mensch und Tier im Urwald. Schomburgks Ehefrau Meg Gehrts spielte im Schrecken der Westküste die Hauptrolle. Später inszenierte Josef Stein die Atelierszenen in Deutschland. Nach einer zwischenzeitlichen Rückkehr nach Deutschland reiste Boese 1924 erneut nach Afrika, um Aufnahmen für den Dokumentarfilm Zum Schneegipfel Afrikas anzufertigen. Es sollte seine letzte Kinoarbeit werden.
Wieder in Berlin, stieß Boese 1925 zum Rundfunk. Dort wirkte er zunächst als Hörspielsprecher und Reporter beim Norddeutschen Rundfunk in Hamburg. Zum 1. Januar 1931 trat er der NSDAP bei (Mitgliedsnummer 398.162). Unmittelbar nach der Machtübernahme durch die Nationalsozialisten wurde Boese Ende März 1933 zum Abteilungsleiter des Deutschlandsenders ernannt und rückte im Dezember desselben Jahres zum stellvertretenden Reichssendeleiter auf. In dieser Funktion oblag ihm u. a. die radiotechnische Betreuung von Partei- und Staatsveranstaltungen. 1939 ernannte ihn Propagandaminister Joseph Goebbels zum Reichsintendanten, eine Funktion, die er zuletzt beim Reichssender Danzig ausübte. Boese, der nicht zu verwechseln ist mit dem ungleich bekannteren Filmregisseur Carl Boese, starb infolge eines Unfalls auf einer Dienstreise in die Hauptstadt.

## Filmografie (als Regisseur)
- 1920: Gauner der Gesellschaft
- 1920: Das Zeichen des Malayen (auch Drehbuch)
- 1922: Gespenster (auch Drehbuch, Produktion)
- 1923/25: Der Schrecken der Westküste (Co-Regie mit Josef Stein, auch Schauspieler)
- 1924/25: Zum Schneegipfel Afrikas (Dokumentarfilm)